# Trends in Ecology and Evolution
Trends in Ecology & Evolution (Trends Ecol Evol) ist eine begutachtete, internationale Fachzeitschrift für Ökologie und Evolutionsbiologie.
Die Zeitschrift veröffentlicht vor allem Review- und Meinungsartikel. Der Impact Factor beträgt 17,7 und sie belegt Platz 6 von 706 Fachzeitschriften. Cell verlegt die Zeitschrift ist aber Teil von Elsevier.